# Arachnospila virgilabnormis
Arachnospila virgilabnormis (in sommige publicaties "Lefebers zandspinnendoder") is een vliesvleugelig insect uit de familie van de spinnendoders (Pompilidae). De wetenschappelijke naam van de soort is voor het eerst geldig gepubliceerd in 1976 door Wolf.